# Домкене, Янина Ионо
Янина Ионо Домкене (род. 1929 год) — доярка колхоза «Бейнорава» Радвилишкского района Литовской ССР. Герой Социалистического Труда (1971).
Досрочно выполнила личные социалистические обязательства и плановые производственные задания Восьмой пятилетки (1966—1970) по надою молока. 8 апреля 1971 года Указом Президиума Верховного Совета СССР удостоена звания Героя Социалистического Труда «за выдающиеся успехи, достигнутые в развитии сельскохозяйственного производства и выполнении пятилетнего плана продажи государству продуктов земледелия и животноводства» с вручением ордена Ленина и золотой медали Серп и Молот.